# لويز بارنت
لويز بارنت (بالإنجليزية: Louise Barnett)‏ هي مؤرخة وكاتِبة أمريكية، ولدت في 31 يناير 1938.